# Uno (песня Muse)
Uno — сингл британской альтернативной рок-группы Muse с их дебютного альбома Showbiz. Несмотря на то, что сингл достиг только 73 строчки британского чарта, критики встретили его хорошими отзывами.
«Uno» был выпущен на 7" виниле (с «Agitated») и на CD (c би-сайдами «Jimmy Kane» и «Forced In»).
Песня была записана на студии Sawmills в Корнуолле и RAK Studios в Лондоне, а выпущена в Великобритании 14 июня 1999 года.

## Клип
Песня стала рекордсменом по количеству видео — их было снято три. Первое было снято на Тауэрском мосту и изображает участников группы среди движущихся людей, со вставками съемок саундчека. Второе показывает группу, играющую в комнате, в то время как какая-то женщина бежит через ряд коридоров, предпринимая бесполезные попытки найти их. Третье видео составлено полностью из съемок концертных исполнений песни.
Мэтт: «Ох, это было первое видео, которое мы делали. И это был кошмар. Не надо было это показывать. Как постановочную часть клипа кто-то снял наш саундчек, а потом нам сказали: „Так, залезайте в машину“. Мы поехали к мосту Тауэр и просто встали там. И это и было наше видео: мы просто стояли на Тауэр-Бридж. Просто стояли — я не знаю, что это значило!» 

Дом: «Это было ужасно. Там не было вообще никакого смысла и это было по-дурацки. Мы выглядели ужасно и они пробовали сделать что-то вроде замедленной съёмки. Нам было ужасно неловко.»
Мэтт: «Мне было неловко, потому что я стоял на коробке, глядя, как все эти костюмы ходят в разных направлениях. Я стоял там, пел и выглядел, как… У меня был наушник от плеера в одном ухе и я стоял там и пел, пока люди проходили мимо меня. Наверное, они считали меня одним из тех людей, что наряжаются и просто неподвижно стоят».

## Список композиций
Все песни написаны Мэттью Беллами.
7" vinyl
1. «Uno» (альтернативная версия) — 3:44
2. «Agitated» — 2:19

CD
1. «Uno» — 3:38
2. «Jimmy Kane» — 2:59
3. «Forced In» — 4:17

CD (австралийское издание)
1. «Uno» — 3:38
2. «Jimmy Kane» — 2:59
3. «Forced In» — 4:17
4. «Agitated» — 2:19

CD (немецкое издание)
1. «Uno (radio edit)» — 3:03
2. «Pink Ego Box» — 3:33
3. «Do We Need This?» — 4:17
4. «Uno (album version)» — 3:38
5. «Muscle Museum (music video)» — 3:50

## Участники записи
| Muse - Мэттью Беллами — вокал, гитара, микширование - Крис Уолстенхолм — бас-гитара, микширование - Доминик Ховард — ударные, перкуссия, микширование | Другие - Пол Рив — микширование, бэк-вокал |